# All Pigs Must Die
All Pigs Must Die — американський металкоровий супергурт з Массачусетса, заснований в 2010 році.
Гурт випустив три повноформатних альбоми та чотири мініальбоми.
Гурт підписав контракт з Nonbeliever Records, брендом лейблу Shirts & Destroy.

## Історія
Гурт All Pigs Must Die засновано в 2009 році.
Початковий склад гурту:
- Кевін Бейкер (Kevin Baker) — вокал,
- Адам Вентворт (Adam Wentworth) — гітара,
- Метт Вудс (Matt Woods) — бас-гітара,
- Бен Коллер (Ben Koller) — барабани.

Дебютний міні-альбом гурту, All Pigs Must Die, був записаний у рекорд-студії Курта Баллоу, GodCity Studio і вийшов на Nonbeliever Records у жовтні 2010 року. Дизайн обкладинки створив німецький ілюстратор Флоріан Бертмер.
На запитання Тодда Джонса (Todd Jones) з NAILS, що означає слово «свині» в назві гурту, Адам Вентворт відповів: "Відходи людської діяльності. Всюди свині. Вони не роблять нічого, крім того, щоб обслуговувати себе, і ми всі отримали б користь, якби їх не було. Вони є скрізь у всіх аспектах життя. Вони — хвороба. Ми добре знаємо, що багато хто подумає, що ми посилаємося на поліцію, але це не так.
Свиня може бути поліцейським, але бути поліцейським не означає бути свинею. Якби нашим наміром було послатися на поліцію, ми б назвали гурт All Cops Must Die. Насправді свинею може бути колега по роботі, сусід, друг чоловіка чи дружини, хлопець в закапелку магазину, обраний чиновник тощо. Вони всюди і скрізь."
У грудні 2010 року гурт All Pigs Must Die почав запис свого другого релізу, знову з Куртом Баллоу на рекорд-студії GodCity Studio.
У 2011 році гурт випустив повноформатний альбом God Is War, на лейблі Southern Lord.
У 2012 році гурт випустив мініальбом Curse of Humanity, на лейблі Southern Lord.
Їхній другий повноформатний альбом Nothing Violates This Nature вийшов у 2013 році на лейблі Southern Lord. У цьому ж році вийшов мініальбом Silencer на бренді Nonbeliever Records.
У 2017році до гурту приєднався гітарист Браян Іззі.
У 2017 році з'явився повноформатний альбом гурту, Hostage Animal на лейблі Southern Lord. У цьому ж році вийшов мініальбом A Caustic Vision.

## Склад гурту
- Кевін Бейкер (Kevin Baker) — вокал (учасник гурту The Hope Conspiracy),
- Адам Вентворт (Adam Wentworth) — гітара (учасник гурту Bloodhorse),
- Метт Вудс (Matt Woods) — бас-гітара (учасник гурту Bloodhorse),
- Бен Коллер (Ben Koller) — барабани (учасник гурту Converge),
- Браян Іззі (Brian Izzi) — гітара (учасник гурту Trap Them).[5][6]

## Дискографія

### Студійні альбоми
- God Is War (2011) — Southern Lord
- Nothing Violates This Nature[7] (2013) — Southern Lord
- Hostage Animal (2017) — Southern Lord

### Мініальбоми
- All Pigs Must Die (2010) — Nonbeliever Records
- Curse of Humanity / Extinction Is Ours (2012) — Southern Lord
- Silencer (2013) — Nonbeliever Records
- A Caustic Vision (2017) — auto-production